# Nené Lecaros
Inés del Carmen Lecaros o por su nombre artístico Nené Lecaros (Santiago, 22 de enero de 1962) es una compositora, cantante y pianista chilena, perteneciente a la segunda generación de la familia Lecaros.
Sus composiciones están influenciadas por los estilos latinoamericanos, al igual que gran parte de los integrantes de su familia. Sus inicios musicales fueron impulsados por Fernando Lecaros, su padre e Inés Venegas, su madre, con la participación de diversas agrupaciones infantiles. Debido a este acercamiento temprano, parte de sus obras poseen tintes criollos, folclóricos y propios de los sonidos de cada cultura del continente.
Hizo diversas aportaciones de canto en temas, especialmente en la canción de introducción de la serie de animación Espartaco y el sol bajo el mar, donde apoyó con su voz junto a Ricardo Cubillos, Cristian Lecaros y Soledad Guerrero.

## Discografía
- Meus filhos, 2008